# GG/P 40
La Gewehrgranate zur Panzerbekämpfung 40  (grenade à fusil pour le combat blindé, modèle 1940)  ou "Gewehr-Granatpatrone 40 (en)", en abrégé GGP/40, est une grenade à fusil antichar à charge creuse utilisée par les forces allemandes lors de la Seconde Guerre mondiale. Créée pour les troupes terrestres de la Luftwaffe, en particulier les parachutistes, elle se montrera peu efficace mais demeure une des premières munitions individuelles du conflit utilisant le principe des munitions HEAT.

## Description
À la base de la grenade, six ailettes assurent la stabilité de la trajectoire, les charges creuses devant heurter la cible au sommet de l'ogive ; celle-ci est en ovoïde tronqué d'un diamètre de 60 mm,. La charge explosive concave de 175 g est censée percer un blindage de 35 mm jusqu'à une distance d'environ 90 m.
Pour être tirée avec une cartouche à balle en bois, l'empennage de la munition doit être emmanchée sur un guidon rabattable (Schießbecher mit klappkorn ; spigot en anglais) fixé au bout du canon, et non insérée dans le tromblon Schiessbecher des grenades à fusil ultérieures. Une alidade (Hilfsvisier) peut être ajoutée au milieu du fusil pour le pointage.

## Utilisation
La GG/P 40 est développé par la firme WASAG en 1940 sur demande de la Luftwaffe. L'engin n'est pas construit à temps pour participer à la bataille de France (tout comme la grenade britannique No.68 (en)), où il n'aurait été dangereux que pour les chars légers alliés et guère supérieur au fusil antichar Panzerbüchse 39. Opérationnelle en 1941 (mentionnée pour la campagne de Crête), la grenade apparait rapidement inadéquate : en raison de sa forme non-aérodynamique, elle se montre très imprécise, ; de plus, sa charge est trop faible et l'effet Munroe opère mal, d'autant avec l'apparition des blindés moyens et lourds soviétiques lors de l'attaque contre l'U.R.S.S.

## Développement
En avril 1942, avec la situation militaire préoccupante et la mise en service de nouvelles grenades à fusil antichar (les Gewehr-panzergranate 30 et 40), les bureaux d'armement de la Luftwaffe demande à WASAG de perfectionner la GG/P 40, pour le moment « d'une totale inutilité ». Une tête mieux profilée, arrondie, est enfin conçue, ce qui améliore la balistique et l'effet pénétrant qui approche à présent les 50 mm de blindage percé, grâce également à l'augmentation de la charge explosive. Cette valeur demeure insuffisante face aux spécifications demandées (100 mm de pénétration), au blindage du T-34 et aux performances des concurrentes de l'Armée de terre (50 mm à 70 mm  pour la G. Gewehr-panzergranate 40 d'octobre 1942, 140 mm pour la mine magnétique Haftholladung). Avant la fin de l'année, le développement est avorté et les grenades retirées du front.
Le design de la GG/P 40 aurait influencé les américains pour la conception de la grenade à fusil M9 et partant, des grenades à fusil antichar contemporaines.